# Paris Métropole Futsal
Il Paris Métropole Futsal è stato una squadra francese di calcio a 5 con sede a Issy-les-Moulineaux.

## Storia
Fondato nel 2001 come "Issy Futsal", nella stagione 2006-07 ha centrato la vittoria di campionato e coppa nazionale, guadagnando la qualificazione al primo turno della successiva Coppa UEFA. L'Issy vince anche l'edizione 2008-09, la seconda in assoluto a essere organizzata dalla FFF. Nel 2009 la società assume la denominazione "Paris Métropole Futsal", cambiando inoltre i colori sociali dal bianco e blu all'arancione e blu. La società si è sciolta nel 2014.

## Palmarès
- Coppa di Francia: 1
2006-07